# Kollmitzberg (Gemeinde Ardagger)
Kollmitzberg ist eine der vier Katastralgemeinden und gleichzeitig Ort der Marktgemeinde Ardagger in  Niederösterreich. Bis Ende 1970 war Kollmitzberg eine eigenständige Gemeinde.

## Geografie
Der gleichnamige, 469 Meter hohe Kollmitzberg ist ein Ausläufer des böhmischen Massivs auf dem rechten Donauufer. Auch der Hexenstein liegt in der Katastralgemeinde.

## Geschichte
Laut Adressbuch von Österreich waren im Jahr 1938 in der Ortsgemeinde Kollmitzberg ein Binder, ein Gastwirt, ein Tischler, ein Viktualienhändler und einige Landwirte ansässig.
Im Zuge der Niederösterreichischen Kommunalstrukturverbesserung wurden mit 1. Jänner 1971 die bis dahin selbständigen Gemeinden Kollmitzberg, Ardagger und Stephanshart zu Ardagger-Stephanshart fusioniert. Mit 1. Jänner 1972 wurde die entstandene Gemeinde Ardagger-Stephanshart in Ardagger umbenannt.

## Öffentliche Einrichtungen
In Kollmitzberg gibt es einen Kindergarten.

## Kultur und Sehenswürdigkeiten
- Pfarrkirche Kollmitzberg: Die Kirche in Kollmitzberg ist der Heiligen Ottilia geweiht und war einst eine Wehrkirche. Sie wurde um das Jahr 1260 erstmals genannt. Im späten Mittelalter pilgerten tausende Gläubige jährlich auf den Kollmitzberg, weil dem Ottilienwasser, das auf dem Kollmitzberg entspringt, eine besonders heilende Wirkung zugeschrieben wird, die vor allem Augenleiden lindern soll.

Durch den Kirtag, der jedes Jahr in Kollmitzberg abgehalten wird, ist der Ort weit über die Landesgrenzen hinweg bekannt. Die Wurzeln des Kirtages reichen ins 13. Jahrhundert zurück. Im Jahr 2014 fand der Kirtag zum 498. Mal statt. Er ereignet sich meistens am 3. September-Wochenende. Mit etwa 30.000 Besuchern jährlich zählt er sich zu den größten Veranstaltungen dieser Art Österreichs. Ursprünglich wurde dieser Jahrmarkt in Ardagger Stift abgehalten, doch in den niedriger gelegenen Regionen von Ardagger wütete seinerzeit die Pest und aus diesem Grund wurde der Jahrmarkt, der zu jener Zeit zwei Monate dauerte, auf den Kollmitzberg verlegt, der von dieser Seuche verschont geblieben war.

## Persönlichkeiten
- Karl Amon (1920–1995), Bürgermeister ab 1965